# Ophelia (orkaan, 2017)
Orkaan Ophelia was de tiende tropische cycloon van het Atlantisch orkaanseizoen 2017. Het is de meest oostelijke Atlantische orkaan van categorie 3 en hoger.
Ophelia ontstond op 9 oktober uit een oplossend koufront. Op 11 oktober werd het een orkaan categorie 1 en was daarmee de tiende van het seizoen, iets wat eerder gebeurd was in 1878, 1887 en 1893. Een dag later groeide de orkaan tot categorie 2 en fluctueerde daarna in kracht tot het op 14 oktober onverwacht uitgroeide tot categorie 3. De orkaan verzwakte daarna en werd op 16 oktober een extra-tropische storm, die om 10:40 als een post-tropische storm aan land ging in het zuidwesten van Ierland waar drie personen zijn omgekomen.

## Records
Bijzonder aan deze orkaan is dat ze zover oostelijk afweek en koers zette richting Europa. Deze orkaan drong ook uitzonderlijk ver naar het noorden door: op 15 oktober om vijf uur ‘s ochtends kapte het voorspellingsbeeld van het NHC af op 60° noorderbreedte omdat ze normaal gesproken geen stormen zien die zich zo noordelijk in de Atlantische Oceaan bewegen